# Alaena oberthuri
Alaena oberthuri är en fjärilsart som beskrevs av Aurivillius 1899. Alaena oberthuri ingår i släktet Alaena och familjen juvelvingar. Inga underarter finns listade i Catalogue of Life.